# Johan Skårman
Johan Albert Otto Skårman, född 12 december 1862 i Tiveds socken, död 19 augusti 1950 i Stockholm, var en svensk lärare och botaniker.
Johan Skårman var son till lantbrukaren Claes Theofil Skårman. Han avlade mogenhetsexamen i Vänersborg 1881 och studerade därefter vid Uppsala universitet där han blev filosofie kandidat 1886, filosofie licentiat 1890 och filosofie doktor 1892. Efter lärartjänst i Stockholm från 1892 var han adjunkt vid Nya elementarskolan 1900–1905 och lektor i naturalhistoria och kemi vid Högre allmänna läroverket å Östermalm 1905–1927. Därjämte undervisade han bland annat vid Åhlinska skolan 1892–1903 och Wallinska skolan 1893–1923. han företog omfattande botaniska resor i Skandinavien. Skårman var främst florist och växtgeograf. han behandlade bland annat videsläktet och enskilda videarter i ett flertal arbeten som Om Salixvegetationen i Klarelfvens floddal (1892, doktorsavhandling). Hans viktigaste undersökningar gällde de högre växternas förekomst och utbredning framför allt i Västergötland. Bland hans många skrifter på det området märks Floran på Kållandsö... (1927) och Kinnekulles kärlväxtflora (1931). Som läroboksförfattare blev Skårman känd främst genom sin bearbetning för gymnasiet av Bror Forssells Lärobok i botanik (2-10:e upplagorna 1898–1926). Skårman var en utmärkt kvartettsångare, bland annat i Orphei Drängar, och deltog i många in- och utländska studentsångarfärder.